# Carl Leavitt Hubbs
Carl Leavitt Hubbs (Williams (Arizona), Estados Unidos, 19 de octubre de 1894 - La Jolla, Estados Unidos, 30 de junio de 1979) fue un ictiólogo estadounidense.

## Biografía científica
Trabajó en la Universidad de Stanford con David Starr Jordan y Charles Henry Gilbert, célebres ictiólogos que le inspiraron su posterior trabajo. Más tarde llegaría a ser el principal y más respetado ictiólogo de Estados Unidos durante los años mediados del siglo XX, produjo 712 publicaciones y estuvo involucrado con un gran número de instituciones profesionales, académicas y orientadas a la conservación de la Naturaleza.
Hubbs es particularmente recordado por sus investigaciones de especies de peces relicto en la Gran Cuenca, pero también realizó importantes trabajos en taxonomía de peces, análisis y artes de pesca, mamíferos marinos y conservación. Muchos de sus escritos se referían a los peces ciprinodóntidos. También son importantes sus estudios sobre los peces de agua dulce de América Central. Fue miembro de prestigiosas asociaciones como la American Society of Ichthyologists and Herpetologists, la TWS y la Sociedad Linneana de Londres.

## Principales publicaciones
- Hubbs, C.L., K.F. Lagler y G.R. Smith, 2004. «Fishes of the Great Lakes region». University of Michigan, 276p.

## Honores
- Le fue otorgada la Beca Guggenheim en 1952.

## Abreviatura (zoología)
La abreviatura Hubbs  se emplea para indicar a Carl Leavitt Hubbs como autoridad en la descripción y taxonomía en zoología.